# Carro de paradas

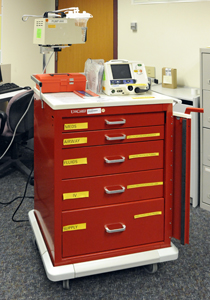
Carro de paradas en un hospital de Míchigan (EE. UU.)

Un carro de paradas es un conjunto de cajones y bandejas sobre ruedas que se emplea en los hospitales para el transporte de medicamentos y dispositivos necesarios para dar una respuesta rápida ante un paro cardíaco u otro tipo de emergencia médica.

## Prólogo
El contenido de un carro de paradas varía de un hospital a otro, pero normalmente contienen las herramientas y los medicamentos necesarios para tratar a una persona con o a punto de sufrir un paro cardíaco . Estos incluyen, entre otros elementos:
- Desfibriladores , dispositivos de succión y ambús de diferentes tamaños.
- Medicamentos esenciales dentro de un carro de paro son:

a.- Drogas Cardiovasculares:
.- Adrenalina
.- Dopamina
.- Dobutamina 
.- Atropina
.- Noradrenalina
.- Efedrina
.- Nitroglicerina 
.- Isosorbitina
.- Vasopresina 
b.- Bloqueantes Beta y Antihipertensivos:
.- Esmolol 
.- Propanolol 
.- Atenolol 
.- Diltiazem
.- Verapamil
.- Clonidina
.- Nifedipina
.- Nitroprusiato
c.- Antiarrítmicos:
.- Amiodarona
.- Lidocaina
.- Digoxina
.- Procainamida
d.- Analgésicos y Sedantes:
.- Tiopental Sódico
.- Diazepam 
.- Midazolam 
.- Propofol
.- Difenilhidantoinato 
.- Naloxona 
.- Nalbufin
.- Flumacenil
.- Morfina
.- Fentanyl
e.- Relajantes Musculares:
.- Succinil Colina 
.- Bromuro de Vecuronio 
f.- Otras Drogas:
.- Hidrocortisona
.- Metilprednisolona
.- Dexametasona 
.- Furosemida 
.- Teofilina 
.- Ranitidina
.- Heparina sódica
.- Sulfato de magnesio (MgSO4)
.- Cloruro de potasio (KCl)
.- Bicarbonato de sodio (NaHCO3)
g.- Soluciones Cristalinas:
.- Solución fisiológica al 0,9
.- Ringer Lactato
.- Dextrosa al 5% y 10%
.- Manitol al 18%
.- Soluciones glucofisiologicas al 0,45
.- Solucel
- Tubos endotraqueales y otros dispositivos para la intubación
- Equipo para la realización de una traqueotomía
- Medicamentos para el acceso venoso periférico y central
- Otros medicamentos y equipos
- Barra de endoscopiador

Los hospitales suelen tener códigos de intercomunicación internos utilizados para situaciones en las que alguien ha sufrido un paro cardíaco u otra afección potencialmente letal fuera de la sala de urgencias o de la unidad de cuidados intensivos(donde dichas condiciones ya ocurren con frecuencia y no requieren anuncios especiales). Cuando se dan este tipo de códigos, el personal del hospital debe dejar el pasillo despejado para permitir el paso de los médicos y enfermeras con el carro de paradas.

## Historia
El primer carro de paradas fue creado en 1962 en el centro médico Bethany, en Kansas (EE. UU.), sede de la primera unidad de cuidados cardíacos en el país. Este primer carro de paradas fue fabricado por el padre de un médico del hospital y contenía un ambú, un desfibrilador, un tablero de cama y tubos endotraqueales.

## En informática
En la industria informática, el término carro de paradas se utiliza, por analogía con su significado original en la medicina, en el sentido de un carro que se puede conectar a un servidor que está funcionando tan mal que el acceso remoto a éste es imposible, con la intención de "resucitar" el servidor hasta conseguir que la administración remota funcione de nuevo. La mayoría de este tipo de carros de emergencia incluyen un teclado, un ratón y un monitor.